# Juto (mitología)
Juto (en griego antiguo Ξοῦθος, Xúthos) es un personaje de la mitología griega. Era hijo de Helén y la ninfa Orséis, por lo tanto pertenece a la estirpe de los Deucálidas. Sus dos hermanos y sus dos hijos son todos ellos antepasados epónimos de los principales pueblos helenos: eolios, dorios, jonios y aqueos —por Eolo, Doro, Ion y Aqueo, respectivamente—. Apolodoro dice que Juto recibió el Peloponeso como lote paterno. Juto apenas parece ser un mero eslabón genealógico para aunar el origen común de los pueblos aqueos y jonios.
Su matrimonio es descrito en el Catálogo de mujeres: «Y Juto hizo a Creúsa de hermosas mejillas, la hija del divino Erecteo que poseía una figura encantadora, su querida esposa por la voluntad de los inmortales. Y ella le alumbró a Aqueo y a Ión de ínclitos caballos, en amorosa unión, y también a Diomede de encantadora figura».
Una versión tardía nos dice que Juto es hijo y no hermano de Eolo, en cuyo caso su madre es Cíane (hija de Líparo, hijo de Ausón) o bien Telepatra (hija de Lestrigón). Juto reinó en la región de Leontinos, que por él ha recibido el nombre de Jutia hasta nuestros días.
Pausanias nos dice que algún tiempo después, cuando murió Helén, los demás hijos de éste exiliaron de Tesalia a Juto, acusándole de que se había apoderado de bienes paternos. Pero huyó a Atenas y fue juzgado digno de tomar por esposa a la hija de Erecteo y con la que tuvo a Aqueo e lón como es fama. Al morir Erecteo, Juto fue el árbitro de los hijos de éste respecto al poder, y como decidió que fuese rey el mayor, Cécrope, los restantes hijos de Erecteo expulsaron del país a Juto. Finalmente Juto marchó hacia Egíalo —región que más tarde se llamó Acaya—, y se estableció allí, en donde le llegó la muerte.
Eurípides, en su tragedia Ion, modificó la genealogía de Juto —imaginándolo como hijo de Eolo— para dar más importancia a Ion, antepasado epónimo de los atenienses que eran de origen jónico. Se dice que en otro tiempo Apolo había yacido con Creúsa bajo los propileos de Atenas, a espaldas de Juto. Apolo se llevó misteriosamente al niño alumbrado por Creúsa a Delfos, donde llegó a ser servidor de un templo y fue llamado Ion por los sacerdotes. Juto finalmente adoptó a Ion como hijo y tuvo posteriormente con Creúsa a Aqueo y a Doro.
Fundó en el Ática la Tetrápolis, formada por las ciudades de Énoe, Maratón, Probalinto y Tricorinto.
Plutarco nos dice que entre los calcidios se encuentra la «Tumba de los Niños». Coto y Eclo, los hijos de Juto, llegaron a Eubea para habitarla cuando los eolios ocupaban la mayor parte de la isla. Se le había profetizado a Coto que tendría éxito y vencería a sus enemigos si compraba la tierra. Cuando desembarcó con unos pocos, encontró a unos niños que jugaban junto al mar. Se unió a ellos en el juego y les mostró amistosamente muchos juguetes extranjeros. Al ver que los niños deseaban cogerlos, dijo que no se los daría, a no ser que él recibiera un poco de tierra de ellos. Los niños recogieron un poco del suelo y se la dieron. Recibieron, a su vez, los juguetes y se marcharon. Pero los eolios, al darse cuenta de lo sucedido, y como sus enemigos navegaban contra ellos, se deshicieron de los niños con dolor e ira. Los enterraron junto al camino que va de la ciudad al Euripo y el lugar se llama «Tumba de los Niños».